# Bresson
|  | Per a altres significats, vegeu «Robert Bresson». |

Bresson és un municipi francès al departament d'Isèra i a la regió d'Alvèrnia-Roine-Alps. L'any 2007 tenia 696 habitants.

## Demografia

### Població
El 2007 la població de fet de Bresson era de 696 persones. Hi havia 277 famílies de les quals 44 eren unipersonals (20 homes vivint sols i 24 dones vivint soles), 126 parelles sense fills, 87 parelles amb fills i 20 famílies monoparentals amb fills.
La població ha evolucionat segons el següent gràfic:

### Habitatges
El 2007 hi havia 290 habitatges, 281 eren l'habitatge principal de la família, 5 eren segones residències i 3 estaven desocupats. 229 eren cases i 59 eren apartaments. Dels 281 habitatges principals, 231 estaven ocupats pels seus propietaris, 45 estaven llogats i ocupats pels llogaters i 5 estaven cedits a títol gratuït; 3 tenien una cambra, 14 en tenien dues, 27 en tenien tres, 63 en tenien quatre i 175 en tenien cinc o més. 242 habitatges disposaven pel capbaix d'una plaça de pàrquing. A 87 habitatges hi havia un automòbil i a 191 n'hi havia dos o més.

### Piràmide de població
La piràmide de població per edats i sexe el 2009 era:
| Homes | Edats   | Dones |
| ----- | ------- | ----- |
| 0     | 95 o +  | 0     |
| 0     | 90 a 94 | 0     |
| 4     | 85 a 89 | 0     |
| 0     | 80 a 84 | 0     |
| 4     | 75 a 79 | 0     |
| 20    | 70 a 74 | 12    |
| 12    | 65 a 69 | 16    |
| 32    | 60 a 64 | 20    |
| 32    | 55 a 59 | 28    |
| 56    | 50 a 54 | 48    |
| 36    | 45 a 49 | 44    |
| 16    | 40 a 44 | 16    |
| 16    | 35 a 39 | 24    |
| 20    | 30 a 34 | 16    |
| 24    | 25 a 29 | 12    |
| 52    | 20 a 24 | 8     |
| 32    | 15 a 19 | 16    |
| 12    | 10 a 14 | 36    |
| 20    | 5 a 9   | 32    |
| 8     | 0 a 4   | 24    |

## Economia
El 2007 la població en edat de treballar era de 480 persones, 353 eren actives i 127 eren inactives. De les 353 persones actives 327 estaven ocupades (170 homes i 157 dones) i 26 estaven aturades (10 homes i 16 dones). De les 127 persones inactives 45 estaven jubilades, 59 estaven estudiant i 23 estaven classificades com a «altres inactius».

### Ingressos
El 2009 a Bresson hi havia 282 unitats fiscals que integraven 725 persones, la mediana anual d'ingressos fiscals per persona era de 29.336 €.

### Activitats econòmiques
Dels 67 establiments que hi havia el 2007, 1 era d'una empresa de fabricació de material elèctric, 7 d'empreses de fabricació d'altres productes industrials, 9 d'empreses de construcció, 13 d'empreses de comerç i reparació d'automòbils, 1 d'una empresa de transport, 4 d'empreses d'hostatgeria i restauració, 2 d'empreses d'informació i comunicació, 6 d'empreses financeres, 5 d'empreses immobiliàries, 7 d'empreses de serveis, 7 d'entitats de l'administració pública i 5 d'empreses classificades com a «altres activitats de serveis».
Dels 12 establiments de servei als particulars que hi havia el 2009, 1 era un taller de reparació d'automòbils i de material agrícola, 1 guixaire pintor, 1 fusteria, 2 lampisteries, 2 electricistes, 1 perruqueria, 2 restaurants, 1 agència immobiliària i 1 tintoreria.
Els tres establiments comercials que hi havia el 2009 eren un supermercat, una gran superfície de material de bricolatge i una llibreria.

## Equipaments sanitaris i escolars
El 2009 hi havia una escola elemental.

## Poblacions properes
El següent diagrama mostra les poblacions més properes.